# High Treason
High Treason è un film britannico del 1929 diretto da Maurice Elvey. È un film fantapolitico basato su un dramma di Noel Pemberton Billing.

## Trama
Nel futuro, nell'anno 1950, un fortuito incidente accaduto in una insituabile frontiera fra gli Stati Federati di Europa e gli Stati Atlantici, che comporta perdite umane in entrambi gli schieramenti, è abilmente manipolato da un gruppo di agitatori, al soldo delle industrie produttrici di munizioni, al fine di provocare una guerra mondiale.
Capitanata dal dottor Seymour, assistito dalla figlia Evelyn, la Lega Mondiale per la Pace, con le sue decine di milioni di aderenti, è una terza parte molto influente nel gioco di forza fra le due potenze, e lavora per evitare l'imminente guerra. Evelyn è fidanzata col maggiore Michael Deane, un comandante delle forze aeree europee. Gli agitatori guerrafondai organizzano un attentato in un tunnel sotto la Manica, che viene fatto passare come opera degli Stati Atlantici, a seguito del quale, ed incitati dall'opera degli agitatori, gli Stati Atlantici lanciano un ultimatum agli Stati Federali d'Europa, che, a loro volta, organizzano una mobilitazione generale.
Evelyn e Michael apprendono la situazione una sera tramite la televisione, mentre si trovano in un locale da ballo. La decisione di Michael di rispondere immediatamente alla mobilitazione, avversata dalla pacifista Evelyn, fa nascere uno screzio fra i due, ed un almeno momentaneo distacco. Gli agitatori, per punire i pacifisti, mettono a segno un ulteriore attentato dinamitardo alla sede della Lega Mondiale per la Pace. Il dottor Seymour, sopravvissuto insieme alla figlia, tenta un'ultima azione: manderà la figlia all'aeroporto militare degli europei, guidato proprio da Michael, per tentare di impedire alla flotta aerea europea di levarsi in volo all'attacco degli Stati Atlantici. Là Evelyn, arringando una pattuglia di donne coscritte, contrarie alla guerra, fronteggerà Michael e i propri uomini armati in una serie di tesi confronti.
Il dottor Seymour, per parte sua, ottiene di incontrarsi col presidente degli Stati Federati d'Europa, e di fare un preambolo al discorso televisivo di mezzanotte in mondovisione, durante il quale il presidente europeo, avendo ricevuto una maggioranza risicata dal consiglio, avrebbe dichiarato guerra agli Stati Atlantici. Ma Seymour, durante il suo discorso preliminare, contrariamente agli accordi, annuncia che il volere del presidente europeo è quello di intavolare trattative cogli Stati Atlantici, volte a scongiurare la guerra. Non appena il presidente europeo si accorge di ciò, fa fuoco con la propria pistola verso il dottor Seymour, che però risponde al fuoco, e, illeso, paradossalmente uccide il presidente. La guerra è così evitata. Ne segue però un processo contro Seymour, che, nello sgomento della figlia Evelyn, ora riappacificatasi con Michael, ormai guadagnato alla causa del pacifismo, viene condannato a morte per omicidio.